# زهاو هيجينج
زهاو هيجينج (بالصينية: 赵和靖) (19 مايو 1985 بتشونغتشينغ في الصين - ) هو لاعب كرة قدم صيني في مركز الدفاع. لعب مع داليان ييفانغ ونادي بكين سينوبو غوان ونادي تشونغتشينغ ليانغجيانغ.

## وصلات خارجية
- زهاو هيجينج على موقع قاعدة بيانات كرة القدم.إي يو (الإنجليزية)
- زهاو هيجينج على موقع Soccerway.com (الإنجليزية)